# Liste der Bürgermeister von Berkenwoude
Dies ist die Liste der Bürgermeister der Gemeinde Berkenwoude in der niederländischen Provinz Südholland bis zu ihrer Auflösung am 1. Januar 1985.
| Amtszeit          | Name                            | Partei oder Strömung | Anmerkungen                                                                         |
| ----------------- | ------------------------------- | -------------------- | ----------------------------------------------------------------------------------- |
| 18?? bis 18??     |                                 |                      |                                                                                     |
| vor 1826 bis 1849 | P. Snel                         |                      | [ 1 ]                                                                               |
| 1850 bis 1867     | J. A. Snel                      |                      | auch (während eines Teils seiner Amtszeit?) Bürgermeister von Stolwijk              |
| 1867 bis 1890     | M. Bron                         |                      | auch Bürgermeister von Gouderak (1863-1890)                                         |
| 1890 bis 1905     | Frederik Sophie Wilhelm Gautier |                      | auch Bürgermeister von Gouderak                                                     |
| 1905 bis 1906     | J. J. Snel                      |                      | später Bürgermeister von Moordrecht                                                 |
| 1906 bis 1915     | Th. H. Klinkhamer               |                      | später Bürgermeister von Geldermalsen und Zevenhuizen                               |
| 1915 bis 1920     | Adrianus Gautier                |                      | später Bürgermeister von Coevorden                                                  |
| 1920 bis 1955?    | M. Gautier                      |                      |                                                                                     |
| 1955 bis 1979     | I. Luteyn                       |                      |                                                                                     |
| 1979 bis 1985?    | P. B. Bakker                    | ARP / CDA            | kommissarisch, vorher Bürgermeister von Ouderkerk aan den IJssel und Sprang-Capelle |